# Treehouse TV
Treehouse TV (cunoscut obișnuit ca Treehouse) este un post de televiziune canadian în limba engleză disponibil pentru preșcolari, lansat în 1997. Numele lui provine de la fostul bloc de programe de pe YTV, "The Treehouse". Este deținut de YTV Canada, Inc., o subsidiară a Corus Entertainment.
Dezvoltarea unui canal separat a început când YTV a difuzat seriale pentru preșcolari ca parte a programului său de dimineață din timpul săptămânii. Acest bloc de programe a primit numele „The Treehouse” în 1994. La 1 noiembrie 1997, Treehouse TV s-a lansat ca post TV separat, difuzând seriale destinate preșcolarilor de la 6 a.m. la 3 a.m. zilnic.
Asemenea blocului din care a fost separat, nu au fost difuzate reclame atunci când canalul Treehouse a fost lansat. În schimb, au fost difuzate scurtmetraje găzdiute oameni și marionete. Începând cu 2011, Treehouse TV a fost disponibil pentru peste 7,5 milioane de case din Canada.

## Istorie

### Blocul de programe The Treehouse
Brandul Treehouse a început ca un bloc de programare zilnic pentru preșcolari pe YTV. Blocul a primit numele „Treehouse” în 1994. Reclamele pentru bloc nu au fost afișate. În schimb, blocul a fost găzduit de trei jochei de program (sau „PJ”) numiți PJ Katie, PJ Krista și PJ Todd. Între show-uri, PJ-urile făceau meșteșuguri, jucau jocuri și organizau concursuri. După cum sugerează și numele blocului, aceste segmente aveau loc într-o casă în copac.
Co-prezentatorii PJ-urilor au fost un grup de marionete animale împăiate numite Fuzzpaws. Vinerea, PJ Katie punea în scenă povești cu animale de lut. Aceste segmente au fost în cele din urmă transformate în seria PJ Katie's Farm.

### Canalul TV Treehouse
La începutul anului 1996, s-a anunțat că YTV urmărea să „despartă o parte din audiența [sa] cu o canal separat destinat telespectatorilor sub vârsta de 6 ani.” Președintele canalului, Patricia Macdonald, a spus că a „făcut”. o mulțime de cercetări care ne-au condus la concluzia că piața preșcolară este insuficient deservită.” La 4 septembrie 1996, Canadian Radio-television and Telecommunications Commission (CRTC) a aprobat cererea YTV de a lansa un nou canal numit Treehouse TV. 
Noul canal a debutat în cele din urmă sâmbătă, 1 noiembrie 1997, la 8:00 a.m. EST. Timp de câteva luni, blocul The Treehouse de pe YTV a continuat să fie difuzat alături de canal. În 1998, blocul Treehouse a fost înlocuit cu YTV Jr., un bloc negăzduit.
La fel ca blocul Treehouse, canalul Treehouse a fost necomercial, optând în schimb să afișeze scurtmetraje interstițiale între show-uri. Aceste scurtmetraje au prezentat un nou set de personaje care au trăit în Treetown. În timp ce PJ-urile (jocheii de program) din blocul original Treehouse nu s-au întors pentru canalul Treehouse, emisiunea lui PJ Katie (PJ Katie's Farm) a fost reluată pe Treehouse pe tot parcursul anului 1999.
În martie 2005, Corus Entertainment a început să ofere un serviciu video la cerere numit Treehouse On Demand furnizorilor de cablu precum Rogers Cable și Cogeco, furnizând conținut de la Treehouse TV. Este oferit ca serviciu gratuit clienților care se abonează la serviciul de cablu digital al fiecărui furnizor. Unii furnizori, cum ar fi SaskTel, îl oferă ca serviciu de abonament premium autonom. Între iunie 2015 și mai 2019, Corus a operat TreehouseGO, un serviciu TV Everywhere disponibil pe dispozitivele iOS și Android.
În 2011, Corus a lansat un serviciu video la cerere cu abonament independent  pentru iOS. Mai târziu, a fost rebranduit în Treehouse Classic, înainte ca o renovare din 2016 să renunțe la brandingul „Classic”.
Pe 5 februarie 2013, Nelvana, divizia de animație a Corus Entertainment, a lansat canalul Treehouse Direct pe YouTube. Pe 2 martie 2015, Treehouse TV și-a lansat propriul canal de YouTube.
La 19 iulie 2019, Corus Entertainment a depus un proces pentru încălcarea drepturilor de autor împotriva unui lanț de dispensare de marijuana medicală, cunoscut sub numele de „Treehouse Dispensary”, susținând că lanțul „a copiat cu bună știință și că folosește o imitație similară confuzantă” a siglei Treehouse TV. Un avocat al dispensarului a contestat afirmațiile și a spus că afacerea „neagă categoric că logo-ul său încalcă orice mărci comerciale existente în Statele Unite.” Corus a câștigat procesul printr-o hotărâre implicită în decembrie anul următor. 
Pe 4 iulie 2022, CRTC a anunțat că planurile pentru că împreună cu Boomerang, Adult Swim, Nickelodeon, Cartoon Network, Télétoon, YTV, Disney Channel, La Chaîne Disney, Disney Junior și Disney XD au fost reînnoite pentru încă doi ani (licențe valabile până la 31 august 2024).